# Stary dom (baśń)
Artykuł ten został zgłoszony do umieszczenia na stronie głównej w rubryce „Czy wiesz”.
Pomóż nam go sprawdzić: oceń zgłoszoną nominację.
Stary dom (duń. Det gamle Huus, ang. The Old House) – baśń literacka autorstwa Hansa Christiana Andersena, wydana po raz pierwszy w tłumaczeniu na angielski w 1847 roku.

## Publikacja
Baśń literacka pt. Stary dom, napisana przez Hansa Christiana Andersena, została po raz pierwszy opublikowana po angielsku, przetłumaczona przez Charlesa Beckwitha Lohmeyera w antologii Życzenia świąteczne dla moich angielskich przyjaciół (ang. A Christmas Greeting to my English Friends) w grudniu 1847 roku. Zbiór wydany został w Londynie, nakładem wydawnictwa Richarda Bentley’a. Pierwsze duńskie wydanie ukazało się 4 marca 1848 w antologii Nowe Baśnie. Tom drugi. Zbiór drugi (duń. Nye Eventyr. Andet Bind. Anden Samling). Utwór wznawiano jeszcze dwukrotnie za życia pisarza: w grudniu 1849 oraz w marcu 1863 roku.
Autorami ilustracji do baśni byli: Vilhelm Pedersen i Hans Tegner.

## Polskie przekłady
Baśń była szereg razy tłumaczona na język polski z niemieckiego, poza ostatnim tłumaczeniem z duńskiego Bogusławy Sochańskiej:
- 1865 – Stary dom: Felicjan Faleński w: „Noworocznik (kalendarz) ilustrowany dla Polek na rok 1865”, Warszawa
- 1890 – Stara kamienica: Wanda Młodnicka (tłum.): Powiastki. Lwów. Brak numerów stron w książce
- 1892 – Stary dom: tłumaczenie anonimowe w: Bajki i opowiadania, Warszawa
- 1892 – Stary dom: tłumaczenie anonimowe w: Bajki, Lwów
- 1931 – Stary dom: Stefania Beylin (tłum.): Baśnie. T. 1–6. Warszawa. Brak numerów stron w książce
- 1938 – Stary dom: Marceli Tarnowski (tłum.): Bajki. Warszawa. Brak numerów stron w książce
- 1938 – Stary dom: Adam Przemski (tłum.): Bajki. Kraków. Brak numerów stron w książce
- 2006 – Stary dom: Bogusława Sochańska (tłum.): Baśnie i opowieści. Tom I 1830–1850. Poznań. s. 420–427. ISBN 978-83-7278-194-9.

## Fabuła
Streszczenia dokonano na podstawie wersji duńskiej.
Na końcu ulicy stoi bardzo stary dom. Ma prawie trzysta lat. Data jego budowy oraz dekoracja w formie tulipanów i chmielu są wyryte na belce nad wejściem. Nad każdym oknem wyryto maszkarony, a wyższe piętra wystają nad niższe. Rynna ma rzygacz w formie smoczej głowy, ale woda i tak wycieka z pęknięcia w innym miejscu. Pozostałe domy na tej ulicy są nowe, zadbane, z dużymi oknami i gładkimi ścianami. Nowe domy gardzą starym budynkiem i uważają go za bardzo brzydki. Mieszkańcy narzekają, że wykusz starego domu zasłania im widok z okien. Krytykują też szerokie schody i żelazną balustradę z mosiężnymi gałkami.
Naprzeciwko mieszka chłopiec o rumianych policzkach i błyszczących oczach. Bardzo lubi stary dom, zarówno w słońcu, jak i w blasku księżyca. Patrząc na odpadający tynk, wyobraża sobie dawną ulicę z gankami i żołnierzami. W starym domu mieszka starszy pan. Chodzi w spodniach do kolan, peruce i ubraniu z mosiężnymi guzikami. Każdego ranka odwiedza go stary służący, który sprząta i robi sprawunki. Poza tym staruszek jest sam. Czasem podchodzi do okna. Chłopiec zawsze go pozdrawia, a starzec odpowiada mu tym samym. Choć nigdy ze sobą nie rozmawiają, są sobie życzliwi i w pewien sposób zaprzyjaźnieni. Rodzice chłopca mówią, że staruszkowi dobrze się powodzi. Ich zdaniem musi mu jedynie doskwierać samotność.
Którejś niedzieli chłopiec owija jednego z cynowych żołnierzyków w papier i przekazuje służącemu dla starszego pana. Mówi, że daje mu żołnierzyka, bo wie, jak bardzo jest samotny. Starzec cieszy się z prezentu i zaprasza chłopca w odwiedziny. Rodzice pozwalają mu pójść, więc chłopiec odwiedza stary dom.
Balustrady lśnią, jakby zostały wypolerowane specjalnie na tę okazję. Rzeźbione trąbki w drzwiach zdają się grać na powitanie chłopca. Malec wchodzi do obszernego pokoju ze ścianami pokrytymi tapetą ze świńskiej skóry.
Staruszek dziękuje chłopcu za ołowianego żołnierzyka i za odwiedziny. Wszystkie meble w pokoju trzaskają i skrzypią, jakby też chciały podziękować. Na ścianie wisi portret pięknej, dawno zmarłej kobiety, znajomej starca. Pod obrazem za szkłem leży bukiet suchych kwiatów. Chłopiec mówi, że dorośli uważają, iż staruszek jest bardzo samotny. Starzec odpowiada, że odwiedzają go stare myśli i teraz także chłopiec. Z półki zdejmuje książkę z obrazkami. Na ilustracjach w książce są powozy, żołnierze, rzemieślnicy z emblematami cechów. Starzec idzie do drugiego pokoju po konfitury, jabłka i orzechy.
Ołowiany żołnierzyk narzeka, że jest mu smutno i czuje się samotny. Wspomina szczęśliwe chwile w rodzinnym domu chłopca, pełnym życia i rozmów. Żali się, że stary mężczyzna nie dostaje uśmiechów ani pocałunków. Nie ma choinki. Chłopiec próbuje go pocieszyć, mówiąc o dobrych myślach, które tu przychodzą. Mówi, że żołnierzyk musi to wytrzymać. Staruszek wraca z uśmiechem i smakołykami, chłopiec zapomina o żołnierzyku.
Mijają tygodnie i dni, chłopiec znowu odwiedza starszego pana. Wszystko w domu wygląda tak samo, jak za pierwszym razem. Żołnierzyk mówi, że płacze cyną i marzy, by iść na wojnę dla odmiany. Opowiada o wspomnieniach rodzinnych i tęsknocie za dawnym domem. W końcu żołnierzyk skacze z komody i znika w szparze w podłodze.
Po śmierci starego człowieka dom pustoszeje, zostaje rozebrany. Na jego miejscu powstaje piękny budynek z sąsiadującym ogrodem. Wróble siadają stadami na winoroślach i głośno ćwierkają, ale nie pamiętają już starego domu.
Chłopiec, który niegdyś mieszkał w tym miejscu, dorasta i zostaje porządnym człowiekiem. Jest dumą swoich rodziców. Właśnie się ożenił i wprowadza się z młodą żoną do nowego domu. Żona sadzi w ogrodzie polny kwiat, który bardzo jej się podoba, i przypadkowo kłuje się w palec. Z ziemi wystaje coś ostrego. To cynowy żołnierzyk, który kiedyś zaginął u staruszka i przez lata leżał w ziemi. Młoda kobieta czyści żołnierzyka liściem i chusteczką, a on czuje się, jakby budził się z długiego snu.
Mąż rozpoznaje w nim zabawkę z dzieciństwa i wzruszony opowiada historię starego domu i jego samotnego lokatora. Żona chce odwiedzić jego grób, ale okazuje się, że nikt nie wie, gdzie się znajduje. Żołnierzyk mówi, że to cudownie nie zostać zapomnianym.

## Galeria

Ilustracje baśni Stary dom
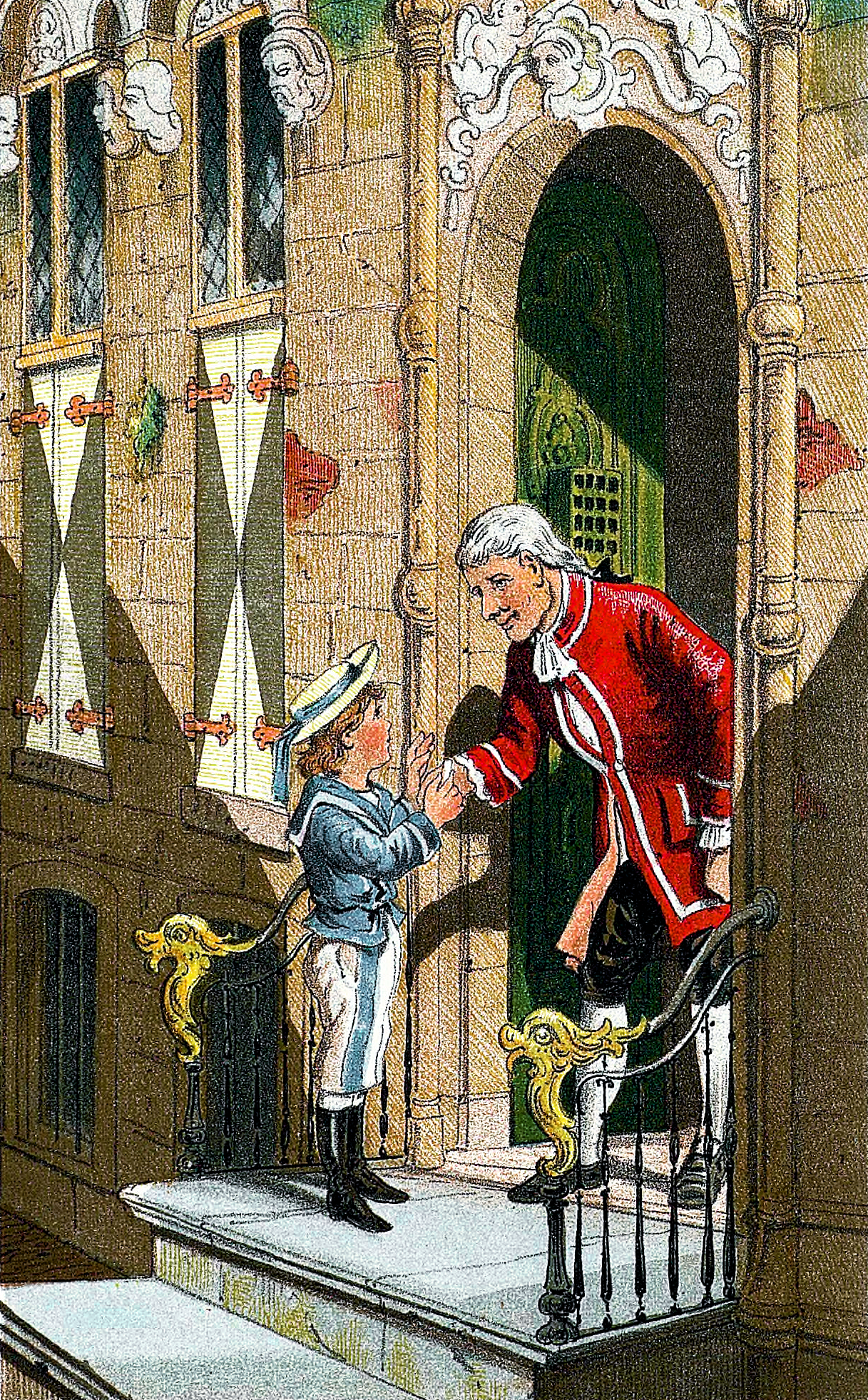
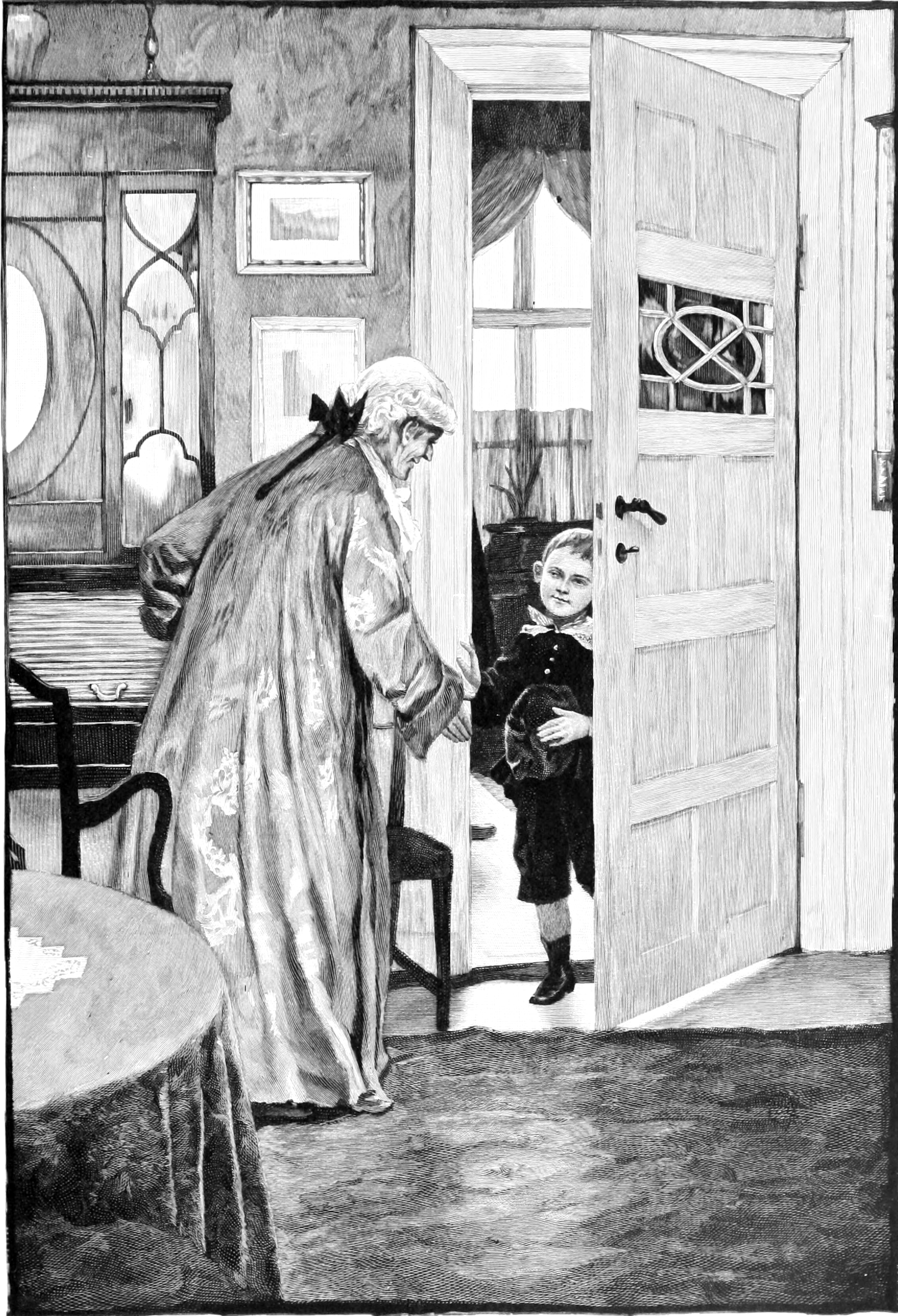
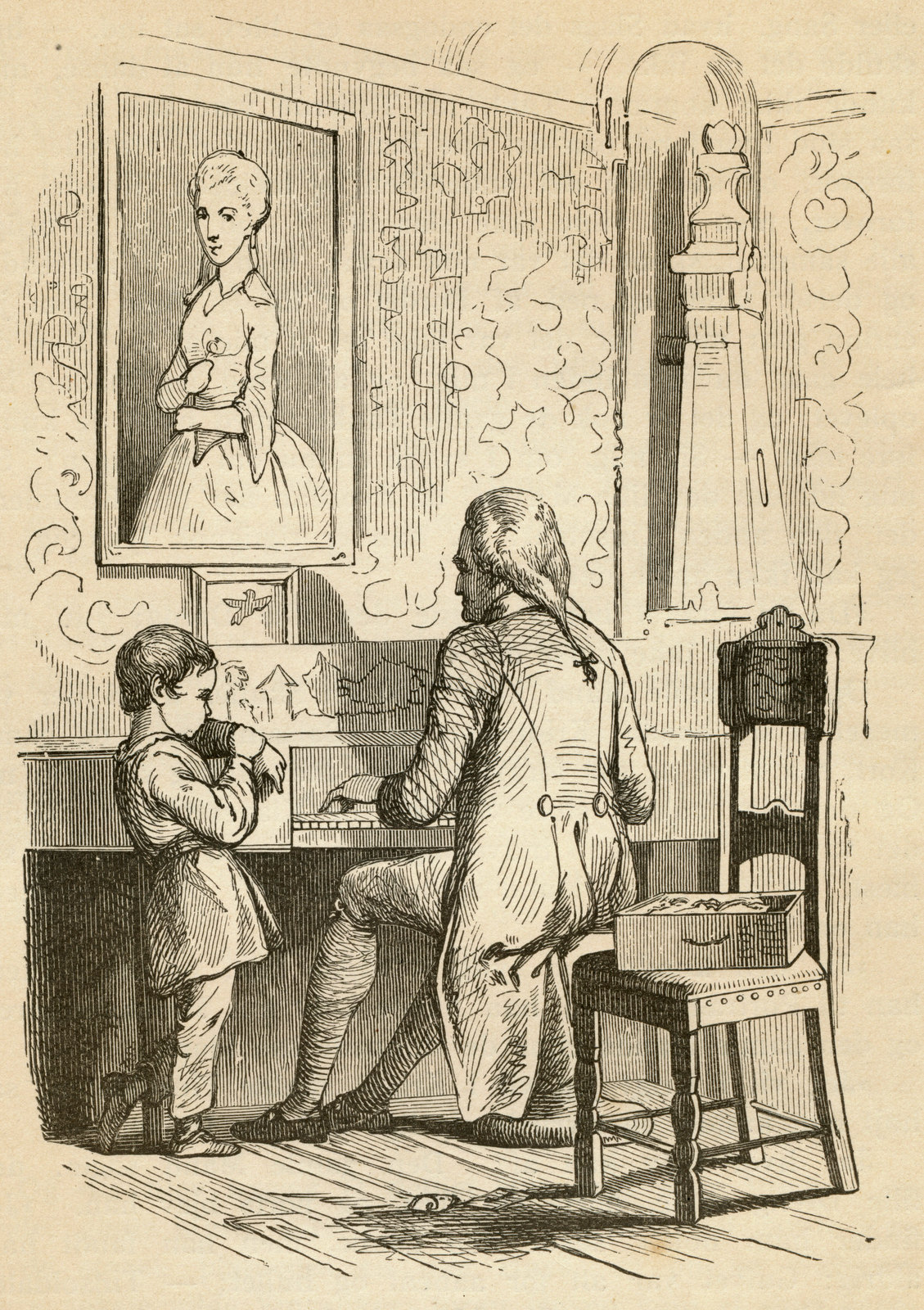
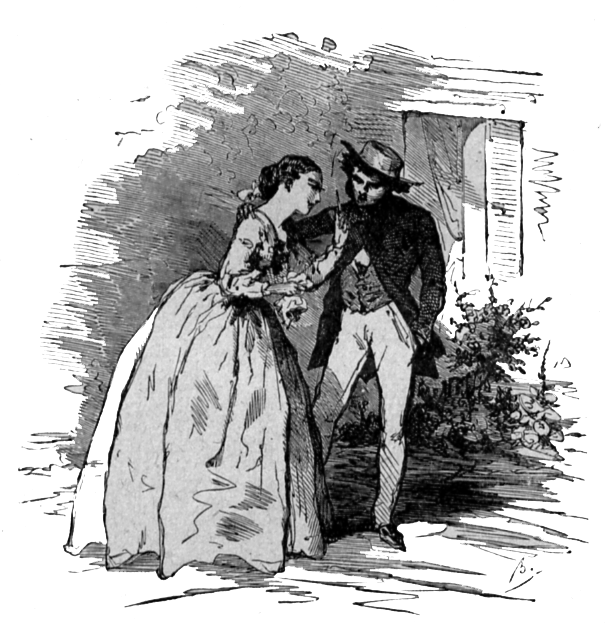